# Franz Aigner (Fußballspieler)
Franz Aigner (* 14. September 1967 in St. Johann im Pongau) ist ein ehemaliger österreichischer Fußballspieler auf der Position eines Stürmers, Mittelfeldspielers und Verteidigers sowie aktueller Fußballtrainer.
Aigner wurde mit SV Austria Salzburg dreimal österreichischer Fußballmeister und Supercupsieger, zog mit dem Verein 1994 ins UEFA-Pokal-Finale und 1995 in die Champions League ein und absolvierte sechs Länderspiele für die österreichische Fußballnationalmannschaft. Franz Aigner ist verheiratet und Vater zweier Söhne.

## Karriere

### Schneller Aufstieg und Stagnation
Der gelernte Maschinenschlosser begann seine Karriere in Jugendjahren beim Sportklub Bischofshofen und spielte sich mit der Kampfmannschaft der Pongauer von der Landesliga bis in die Regionalliga West hoch. In der Saison 1985/86 erreichte der Regionalligist nach Siegen über USV Salzburg (ab 1988 in FC Salzburg umbenannt) und FC Zell am See die dritte Runde des ÖFB-Pokals, in der man nur knapp mit 2:3 an Austria Lustenau scheiterte. Im Sommer 1986 unterschrieb Franz Aigner bei SK Sturm Graz seinen ersten Profivertrag, noch im Herbst desselben Jahres feierte er sein Debüt in der österreichischen Bundesliga. Es gelang ihm jedoch nicht der Durchbruch.
Nach zwei Jahren in Graz, die letzten Endes mit einer Reservistenrolle endeten, wechselte Aigner in die zweite Liga zum SV Austria Salzburg. Dort traf er erstmals auf die noch jungen Kollegen Wolfgang Feiersinger, Christian Fürstaller und Hermann Stadler, mit denen er später gemeinsam den Rumpf der erfolgreichen Salzburger Meister- und Europacupfinalmannschaft bildete. Aigners Talent wurde bereits vom damaligen Trainer Kurt Wiebach geschätzt, allerdings vermochte der junge Stürmer keine konstanten Leistungen zu bringen und galt als eher schlampiges Genie. In der Saison 1988/89 feierte er mit Salzburg den Aufstieg in die erste Bundesliga.

### Wechseljahre zwischen erster und zweiter Liga
Nach einer guten Saison in der ersten Liga, in der er es auf 21 Einsätze brachte, wurde Franz Aigner 1990 an den Stadtrivalen FC Salzburg verliehen, wo er sich wieder ein Stück weiterentwickeln konnte. Mit den Taxhamern erreichte Aigner überraschend das Viertelfinale im ÖFB-Pokal, wo man erst gegen Rapid Wien deutlich scheiterte. Durch seine Leistung in der 2. Division schaffte es der 1,79 m große Stürmer auch wieder in den Bundesligakader der Austria aufgenommen zu werden, wurde jedoch nach einer halben Saison erneut in die zweite Liga verliehen; diesmal zu Austria Klagenfurt. Mit dem Abstieg der Kärntner aus der zweiten Spielklasse durfte er im Herbst 1992 wieder zu Salzburg zurückkehren, wurde allerdings von Otto Barić in die U-21-Mannschaft beordert.
In der Reservemannschaft wandelte er sich unter Trainer Miroslav Polák, der eben seine aktive Karriere beendet und hier sein erstes Traineramt übernommen hatte, vom reinen Offensivspieler zu einem Mittelfeldspieler. Am Ende der Saison 1992/93 wurde er von Barić dreimal als Joker in die Kampfmannschaft eingewechselt und konnte bei diesen Auftritten mit seinen neu gewonnenen Qualitäten überzeugen, sodass sich Barić für eine Weiterverpflichtung Aigners einsetzte.

### Vom Reservisten zum Europacuphelden
In der neuen Saison konnte er sich in der Salzburger Mannschaft aber vorerst wieder nicht durchsetzen und blieb Reservist. Nachdem er im Europacup zweimal erst in der 90. Spielminute eingewechselt wurde, bereitete der mittlerweile 26-Jährige im Auswärtsspiel gegen Royal Antwerpen am 2. November 1993 den entscheidenden Treffer von Wolfgang Feiersinger vor. Sein Durchbruch erfolgte dann im Laufe des Frühjahrs 1994, als er auf der Position des linken Flügelverteidigers zum festen Bestandteil der Salzburger Meister- und Europacupmannschaft wuchs. Im Viertelfinale gegen Eintracht Frankfurt stellte ihn Trainer Barić in die Startaufstellung. Mit dem SV Austria Salzburg kam Aigner in dieser Saison bis ins UEFA-Pokal-Finale, feierte erstmals den Gewinn des österreichischen Meistertitels, zu dem er bei 22 Einsätzen auch zwei Tore beitragen konnte, und blieb auch im Spiel um den österreichischen Supercup gegen FK Austria Wien erfolgreich. Mit starken Partien in den UEFA-Cup-Spielen gegen den Karlsruher SC (Semifinale) und Inter Mailand (Finale) gelang ihm schließlich sogar der Sprung in die österreichische Nationalmannschaft, in der er beim 4:3-Sieg über Polen sein Debüt feierte. Bis 1997 brachte es Franz Aigner auf insgesamt sechs Länderspiele und zwei Tore in der Nationalmannschaft und war für Teamchef Herbert Prohaska bis zuletzt eine Überlegung für die Fußball-Weltmeisterschaft 1998 in Frankreich.
Mit dem SV Austria Salzburg verteidigte er im Spieljahr 1994/95 den Meistertitel und den Supercup und gewann beides auch nochmals in der Saison 1996/97 unter seinem ehemaligen Mitspieler und nunmehr neuen Trainer Heribert Weber. Seinen letzten Erfolg verpasste er im Jahr 2000 mit der Niederlage Salzburgs im Elfmeterschießen gegen den Grazer AK im ÖFB-Pokalfinale nur knapp. Im Herbst 2000 wechselte Aigner in die zweite Liga (1. Division) zum damaligen Salzburger Satellitenklub BSV Bad Bleiberg. Mit den Bleiberger Wölfen erreichte er im Spieljahr 2001/02 noch einmal das Semifinale im ÖFB-Cup, wo seine Mannschaft erst mit 2:3 am Erstligisten Sturm Graz scheiterte. Nach zwei Saisonen bei den Kärntnern beendete er mit 35 Jahren seine aktive Laufbahn als Spieler, absolvierte die Trainerausbildung und erwarb die A-Lizenz.

### Karriere als Trainer
Seine erste Trainerstelle trat er 2002 als Co-Trainer unter Heimo Pfeifenberger bei den SV Austria Salzburg Amateuren an. In der darauffolgenden Saison wurde Aigner als Cheftrainer der Mannschaft verpflichtet. Mit den Amateuren erreichte er dreimal in Folge den Titel des Salzburger Landesmeisters und gewann in der Saison 2004/05 den erstmals seit 1955 wieder ausgetragenen Salzburger Landespokal mit einem Finalsieg gegen den PSV Schwarz-Weiß Salzburg. Nach der Übernahme des Vereins durch Red Bull im Juli 2005 wurde Aigner in seinem Amt bestätigt. Mit den „Jungbullen“, wie nun die Amateure seit dieser Übernahme genannt werden, erreichte er wiederum den Landesmeistertitel und scheiterte im Kampf um den Aufstieg erst im letzten Drittel der Meisterschaft am FC Lustenau 07. Nach einem schwachen Start seiner Mannschaft wurde er Anfang September 2006 von Thorsten Fink abgelöst.
Von 2007 bis 2009 sowie von 2012 bis 2016 trainierte Franz Aigner den Regionalligisten TSV Sankt Johann im Pongau. Seit Sommer 2016 ist er der Trainer von SV Wals-Grünau.

## Stationen

### Spieler
- SK Bischofshofen (bis 1986; Regionalliga)
- SK Sturm Graz (1986–1988)
- SV Austria Salzburg (1988–1990; 2. Liga Aufstieg 1. Liga)
- FC Salzburg (1990–1991; 2. Liga)
- SV Austria Salzburg (Herbst 1991)
- SK Austria Klagenfurt (Frühjahr 1992; 2. Liga)
- SV Austria Salzburg (1992–2000)
- BSV Bad Bleiberg (2000–2002; 2. Liga)

### Trainer
- SV Austria Salzburg Amateure / Red Bull Salzburg Amateure: Co-Trainer 2002–2003; Cheftrainer 2003–2006
- TSV Sankt Johann im Pongau: Cheftrainer 2007–2009, 2012–2016
- UNION Raiffeisen Gurten: Cheftrainer seit 2010

## Titel und Erfolge

### Spieler
- 3 × Österreichischer Meister: 1994, 1995, 1997
- 3 × Österreichischer Supercupsieger: 1994, 1995, 1997
- 1 × UEFA-Pokal-Finale: 1994
- 1 × Champions-League-Gruppenphase: 1995
- 2 × Champions-League-Qualifikation: 1996, 1998
- 1 × Österreichischer Vizemeister: 1993
- 1 × Österreichisches Pokalfinale: 2000
- 1 × Meister Zweite Division: 1989
- 6 Länderspiele und 1 Tor[3] für die österreichische Nationalmannschaft von 1994 bis 1997

### Trainer
- 1 × Vizemeister der Regionalliga West: 2005
- 1 × Salzburger Landespokalsieger: 2005
- 4 × Salzburger Landesmeister: 2003 (Co); 2004, 2005 (Austria Amateure), 2006 (Red Bull Amateure)